# Ștefan Baciu
Ștefan Baciu (n. 29 octombrie 1918, Brașov, Austro-Ungaria – d. 6 ianuarie 1993, Hawaii, SUA) a fost un critic de artă, diplomat, eseist, memorialist, poet, profesor universitar, traducător și ziarist român din diasporă, de orientare suprarealistă stabilit în Brazilia și apoi în Statele Unite ale Americii.

## Biografie
A fost fiul lui Ioan Baciu, profesor și al Elisabetei Baciu, casnică.
Cursurile liceale le urmează la liceul "Andrei Șaguna" din Brașov, avându-i ca profesori pe Emil Cioran (logică și filosofie), Octav Șuluțiu (limba franceză), Ioan Baciu - tatăl poetului (limba germană).
Apoi a fost student la Drept, în București, atașat de presă la Berna, de acolo a plecat la Rio de Janeiro, apoi la Seattle, ca profesor, după care s-a stabilit în insulele Hawaii, la Honolulu.
Debutează în anul 1933 în revista "Răboj" cu poezia "Eu", care îi apare tradusă în limba germană în revista Klingsor, în același an.
Pentru volumul său de debut "Poemele poetului tânar" primește în anul 1935, la vârsta de 17 ani, "Premiul scriitorilor tineri" al "Fundațiilor regale".

## Activitatea literară

### Din România
Între anii 1937-1941 urmează cursurile Facultății de Drept a Universității din București, luându-și licența în drept în anul 1941.
Deși era un simpatizant al stângii politice și al Partidului Social Democrat, acesta a lucrat în timpurile dictatoriale la mai multe ziare de extrema dreaptă, cum ar fi Sfarmă-Piatră. În 1946 se angajează la ziarul social-democrat Libertatea, cu care va colabora până la instaurarea regimului comunist.
În perioada 1938-1946 este redactor la reviste din București, ca „Universul literar” - redactor al rubricii „Cântece noui”, unde debutează, printre alții pe Ștefan Augustin Doinaș, Ion Caraion și Ion C. Pena, „Gândirea”, „Rampa”, „Bis”, „Arta nouă” etc.
În aprilie 1945 se căsătorește cu Mira Simian. În octombrie 1946 pleacă, împreună cu soția sa, în Elveția, ca atașat de presă al Legației României de la Berna. Colaborează la reviste literare din Elveția.

### Din America Latină
În anul 1949 pleacă în America Latină, la Rio de Janeiro - Brazilia, unde devine redactor la un important ziar, Tribuna da Imprensa. Despre această perioadă din viața sa, Ștefan Baciu scrie o carte intitulată Lavradio 98 (1982), care a constituit un adevărat best-seller. 
Călătorește într-un mare număr de țări ale continentului sud-american, din America Centrală și zona Caraibelor: Argentina, Nicaragua, Peru, Guatemala, Venezuela, Costa-Rica, Santo Domingo, San Salvador, Honduras, Mexic, Cuba, Haiti etc.
Profund cunoscător al literaturii latino-americane, Ștefan Baciu este autorul a două importante antologii: Antologia poeziei latino-americane (2 volume, 1974) și Antologia poeziei surrealiste latino-americane (1981). 
A adus cu el în America Latină ideile mișcării suprarealiste și a devenit animatorul cel mai important și un lider al neoavangardei, a participat la foarte multe congrese și conferințe pe aceasta temă.
În anul 1962 este invitat în SUA, ca profesor de literatură hispano-americană la Universitatea din Seattle, iar în anul 1964 este invitat și se stabilește în Hawaii, ca profesor de literatura hispano-americană la Universitatea din Honolulu-Hawaii.
Se stinge din viață la Honolulu, la 6/7 ianuarie 1993, în timp ce vorbea la telefon cu sora lui din București.
Este autorul a peste 100 volume de poezie, memorialistică, eseistică, traduceri și a peste 5000 de articole și studii, apărute în presa română, germană, franceză, latino-americană, nord-americană, elvețiană.

## Opera

### Poezie
- Poemele poetului tânăr, 1935 – București (Premiul Fundațiilor Regale și al Societății Scriitorilor Români)
- Poeme de dragoste, 1936 – Oradea
- Micul dor, 1937 – Brașov
- Drumeț în anotimpuri, 1939 – Iași
- Cautătorul de comori, 1939 – București
- Cetatea lui Bucur, 1940 – București[7]
- Lanterna magică (în colaborare cu Traian Lalescu), 1941 – București
- Analiza cuvântului dor, 1951 – Sierras de Cordoba
- Poemele poetului pribeag, 1963 – Mexico, Ukulele
- Îngerul malagambist în insula Oahu, 1967 – Madrid
- Poemele poetului singur, 1979 – Honolulu
- Peste o mie de catrene..., 1980 – Honolulu și 1991 – București, 1994 – Brașov
- Radiografia cuvantului dor - antologie poetica, 1998

### Memorialistică
- Franctiror cu termen redus, 1968 – Honolulu
- Peste o mie de catrene - Sub Tâmpa...din Honolulu, 1973 – Honolulu
- Mira, 1979 – Honolulu
- Praful de pe tobă. Memorii 1918-1946, 1980 – Honolulu
- Un brasovean in arhipelagul Sandwich-Hawaii - Bucuresti, 1994
- Insemnarile unui om fara cancelarie - Bucuresti, 1996

### Traduceri
- 25 de poeme din Georg Trakl, 1938; reedit. Ich bin der Sterne Presseattache / Sunt atasat de presa, 1997

## Distincții și premii
A fost "Cetățean de onoare" al orașului Rio de Janeiro, "Consul de Bolivia" în Honolulu-Hawaii, "Profesor Emeritus" al Universității din Honolulu-Hawaii. În anul 1991 i s-a decernat Decorația de Onoare a Meritului Cultural cu grad de Comandor de către Ministerul Educației și Culturii din Bolivia. Din 1996 este declarat "Cetățean de onoare" post-mortem al Nadeșului.